# Henricia spongiosa
Henricia spongiosa is een zeester uit de familie Echinasteridae.
De wetenschappelijke naam van de soort werd in 1780 gepubliceerd door Otto Fabricius.